# كريم كمون
كريم كمون (بالفرنسية: Karim Kamoun)‏ من مواليد 22 ديسمبر 1986، لاعب تونسي في رياضة مبارزة السلاح. في 29 أكتوبر 2015 تزوج بلاعبة التنس التونسية أنس جابر.

## المسيرة
كريم كمون حاصل على الميدالية الذهبية في منافسات الفريق في الألعاب الأفريقية 2007 التي أقيمت في الجزائر العاصمة. في بطولة أفريقيا للمبارزة 2008 في الدار البيضاء، حصل على الميدالية الفضية الثلاثية، في الفردي، ورقائق الفريق، والكرة الجماعية. ثم حصل على ميداليتين فضيتين في بطولة أفريقيا للمبارزة 2009 في داكار، في منافسات الفرق والفريق، ثم الميدالية البرونزية في بطولة أفريقيا للمبارزة 2010 في تونس.
في بطولة أفريقيا للمبارزة 2011 في القاهرة، حاز كريم كمون على الميدالية الفضية في بطولة الفرق، وكذلك الميدالية البرونزية في الفردي. بعد أن كان مدربًا للمبارزة في قطر، أصبح في عام 2017 مدربًا بدنيًا بدوام كامل للاعبة التنس التونسية أنس جابر، التي تزوجها في 29 أكتوبر 2015.